# Municipio de Nevada (Minnesota)
El municipio de Nevada (en inglés: Nevada Township) es un municipio ubicado en el condado de Mower en el estado estadounidense de Minnesota. En el año 2010 tenía una población de 338 habitantes y una densidad poblacional de 3,56 personas por km².

## Geografía
El municipio de Nevada se encuentra ubicado en las coordenadas 43°32′36″N 92°52′9″O / 43.54333, -92.86917. Según la Oficina del Censo de los Estados Unidos, el municipio tiene una superficie total de 95.03 km², de la cual 95,03 km² corresponden a tierra firme y (0 %) 0 km² es agua.

## Demografía
Según el censo de 2010, había 338 personas residiendo en el municipio de Nevada. La densidad de población era de 3,56 hab./km². De los 338 habitantes, el municipio de Nevada estaba compuesto por el 95,27 % blancos, el 2,37 % eran amerindios, el 0,59 % eran asiáticos, el 1,18 % eran de otras razas y el 0,59 % eran de una mezcla de razas. Del total de la población el 1,18 % eran hispanos o latinos de cualquier raza.